# Тур (округ)
Округ Тур (фр. Arrondissement de Tours) — округ у Франції, в департаменті Ендр і Луара. 2023 року округ об'єднував 54 муніципалітети, населення становило 392 039 осіб.
Адміністративний центр (супрефектура) — Тур.

## Муніципалітети
Список муніципалітетів округу та їхні коди INSEE:
1. Азе-ле-Ридо (37014)
2. Азе-сюр-Шер (37015)
3. Артанн-сюр-Ендр (37006)
4. Баллан-Міре (37018)
5. Бертене (37025)
6. Бреемон (37038)
7. Валлер (37264)
8. Веньє (37266)
9. Веретз (37267)
10. Верну-сюр-Бренн (37270)
11. Вілландрі (37272)
12. Віллен-ле-Роше (37271)
13. Вільпердю (37278)
14. Вувре (37281)
15. Дрюї (37099)
16. Евр (37104)
17. Жуе-ле-Тур (37122)
18. Ла-Віль-о-Дам (37273)
19. Ла-Мамброль-сюр-Шуазій (37151)
20. Ла-Риш (37195)
21. Ла-Шапель-о-Но (37056)
22. Ларсе (37124)
23. Ліньєр-де-Турен (37128)
24. Люїн (37139)
25. Меттре (37152)
26. Мон (37159)
27. Монбазон (37154)
28. Монлуї-сюр-Луар (37156)
29. Монне (37153)
30. Нотр-Дам-д'Ое (37172)
31. Парсе-Меле (37179)
32. Пон-де-Рюан (37186)
33. Реньї (37194)
34. Риваренн (37200)
35. Риньї-Юссе (37197)
36. Рошкорбон (37203)
37. Савоньєр (37243)
38. Саше (37205)
39. Сен-Бранш (37211)
40. Сен-Жену (37219)
41. Сен-П'єрр-де-Кор (37233)
42. Сен-Сір-сюр-Луар (37214)
43. Сент-Авертен (37208)
44. Сент-Етьєнн-де-Шиньї (37217)
45. Сент-Катрин-де-Ф'єрбуа (37212)
46. Сориньї (37250)
47. Тіюз (37257)
48. Трюї (37263)
49. Тур (37261)
50. Фондетт (37109)
51. Шамбре-ле-Тур (37050)
52. Шансе (37052)
53. Шансо-сюр-Шуазій (37054)
54. Шеє (37067)